# هوشنگ میدانی
هوشنگ میدانی منطقه وسیع و مسطحی است که در دامنه شمالی سبلان و در ارتفاع ۲۷۲۵ متری واقع شده و یکی از زیستگاه‌های وحش منطقه سبلان به‌شمار می‌رود. هوشنگ میدانی از طرف شمال به منطقه ساربانلار (سروان دره سی)، از طرف شمال شرقی و شرق به ارتفاعات ایشیق چیخماز و آب گرم شابیل و از جانب جنوب شرقی به دامنه سبلان و هرم و از جانب غرب به منطقه موئیل محدود است.
این میدان علاوه بر زیستگاه در محدوده میراث فرهنگی شهرستان نیز به‌شمار می‌رود و به دلیل موقعیت خاص خود و آب و هوای مساعد و نزدیکی به سبلان و آبگرم شابیل در نظر سیاحان و جهانگردان حائزاهمیت می‌باشد .